# Meteo 1
Meteo 1 è stata la rubrica meteorologica del TG1 a cura del servizio meteorologico dell'Aeronautica Militare.

## Storia
Le previsioni del tempo del Programma Nazionale nascono nel 1954 con l'inizio delle trasmissioni regolari della televisione italiana. Inizialmente erano parte integrante del telegiornale, ma a partire dal 1957 diventano un programma a sé stante con il titolo Il tempo in Italia, condotto dal colonnello Edmondo Bernacca o dalle signorine buonasera come Nicoletta Orsomando o Mariolina Cannuli. Il 15 gennaio 1968 Bernacca inaugura l'edizione delle 13:25, in onda prima del telegiornale delle 13:30, inaugurato a sua volta da Piero Angela.
Sempre nel 1968 il meteo assume una nuova veste, andando in onda tre volte al giorno: Il tempo in Italia va in onda alle 13:25, con le signorine buonasera che, alternandosi giorno per giorno leggono le temperature minime in Italia e nel resto d'Europa (dal 1972 al 1975 le edizioni del sabato e della domenica erano curate prima da Mario Pennacchi, poi da Andrea Baroni); alle 20:20 circa (dal dicembre 1973 il meteo e il telegiornale della sera saranno anticipate rispettivamente alle 19:55 e alle 20:00) e al termine del telegiornale della notte va in onda Che tempo fa con il colonnello Edmondo Bernacca prima, Mario Pennacchi (nell'agosto 1972 e i sabati e le domeniche dal 30 settembre 1972 al 29 luglio 1973), Andrea Baroni e Guido Caroselli poi, che presentano tramite numerose cartine il tempo dei giorni seguenti. Il conduttore-ideatore della rubrica, che le conferisce uno stile classico e professionale, è il colonnello Edmondo Bernacca, che appare in video in borghese, come i suoi immediati successori. A volte, in caso di impegni dei vari esperti, le annunciatrici intervengono anche la sera e la notte.
Negli anni duemila andava in onda dal lunedì al venerdì alle 06:55, 07:55, 08:30, 11:25, dopo il TG delle 17:00 e dopo l'edizione della notte e delle 09:30. Il sabato e la domenica va in onda dopo il tg delle 17:00 e dopo l'edizione della notte. Attualmente il meteo va in onda dal lunedì al venerdì alle 7:10 alle, 8:30, dopo il tg delle 17 e a tarda notte.
Il sabato va in onda alle 7:55, dopo il tg delle 17 e a tarda notte. La domenica va in onda dopo il tg delle 17 e a tarda notte. Il giovedì è previsto uno spazio meteo attorno alle 9:40.
Fino al 1994 l'edizione serale della rubrica era preceduta, dal lunedì al sabato, dall'Almanacco del giorno dopo: lo scopo di entrambi i programmi era quello di fare da traino al TG1 delle 20:00. Dal 1987 al 2011 la musica di sottofondo utilizzata era Sun-Burst di Franco Bonfanti e Valerio Gallo Curcio.
Da settembre 2011 il compito di leggere le previsioni meteo spetta ai capitani e ai tenenti colonnelli dell'Aeronautica Militare.
La rubrica dal 2003 assorbe anche il Meteo Verde, lo spazio della trasmissione domenicale Linea verde dedicato alle previsioni del tempo.
Il 3 giugno 2018 Meteo 1, Meteo 2, Meteo 3 e Meteo News 24 confluiscono in Rai Meteo.